# Carl August Tanton
Carl August Tanton (* 29. Märzjul. / 10. April 1801greg. oder 29. Julijul. / 10. August 1801greg. in Haapsalu; † 1. Junijul. / 13. Juni 1890greg. in Paldiski) war ein estnischer Orgelbauer.

## Leben und Orgelbau
Der Großvater Carl August Tantons war der 1742 in Stralsund geborene Schuhmacher Daniel Christoph Tanton. Die Familie wanderte ins Baltikum aus.
Sein Vater, Christian Daniel Tanton, wurde 1779 in Haapsalu (deutsch Hapsal) an der estnischen Ostseeküste geboren. Carl August Tanton wurde früh Waise. Er wuchs bei seinem Halbbruder Christian Daniel auf.
Früh begann Carl August Tanton eine Tischlerlehre in Haapsalu. Möglicherweise erlernte er das Orgelbauhandwerk in Süd-Schweden. Nachdem im Juni 1820 die Olaikirche in Tallinn (Reval) abgebrannt war, assistierte er dem süddeutschen Orgelbauer Eberhard Friedrich Walcker beim Neubau der Orgel, die 1842 fertiggestellt wurde.
Zwischen 1844 und 1855 baute Carl August Tanton vermutlich zwölf Kirchenorgeln in Estland. Sie fanden sich in den Kirchen von Mihkli, Lääne-Nigula, Märjamaa, Juuru, Pühalepa, Hageri, Martna, Kirbla, Lihula, Kullamaa, Paldiski und in der Sankt Michaeliskirche der schwedischen Gemeinde von Tallinn. Bis heute erhalten sind seine Kirchenorgeln in Martna (1845), Lihula (1845/46), Kirbla (1850) und Kullamaa. Die Orgel in Kullamaa wurde 1854 fertiggestellt. Sie ist vermutlich die letzte Arbeit Carl August Tantons.
1869 zog Tanton mit seiner Familie nach Paldiski (Baltischport), wo er im hohen Alter an einer Lungenentzündung starb.

## Privatleben
Carl August Tanton war verheiratet mit Henriette Berg. Das Paar hatte fünf Kinder.